# 法朗人

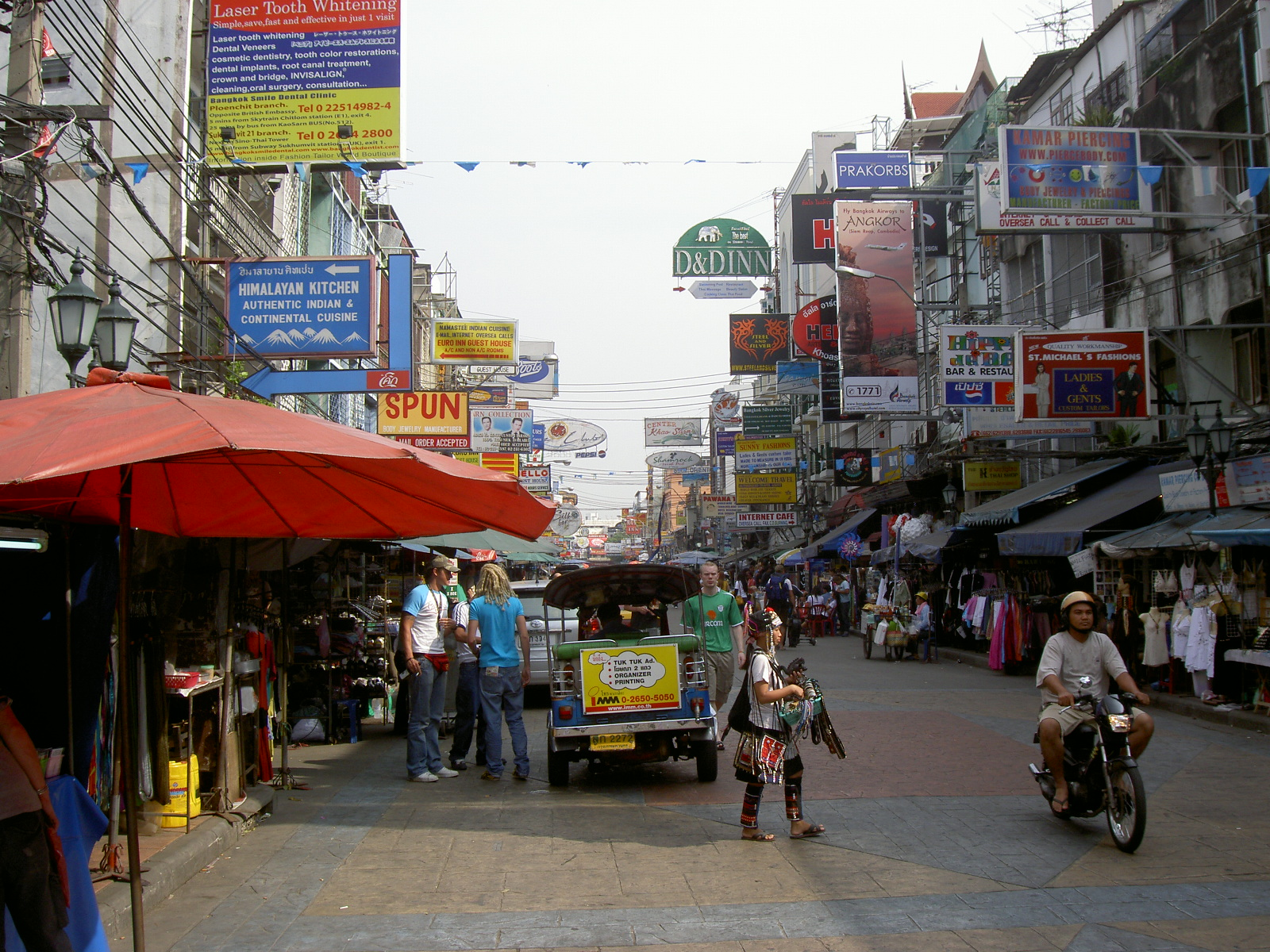
曼谷米路與佛朗人相關的觀光客聚集地。

法朗人 （[faràŋ]，Farang，口語為 [falàŋ]）是一個用以概稱歐裔人種的語彙。官方泰語辭典「皇家機構辭典」在1999年將該詞定義為「白種人」。
1833年，美国特使埃德蒙·羅伯茨定义該詞为「法蘭克人 （或者欧洲人）」。 撒哈拉以南的非洲-欧洲人后裔称为「黑法朗人」 （ฝรั่งดำ，farang dam），以用於区别其與白種人；始於越战时美军在泰国設置基地，並在曼谷地區持續至今。

## 词源和相关单词

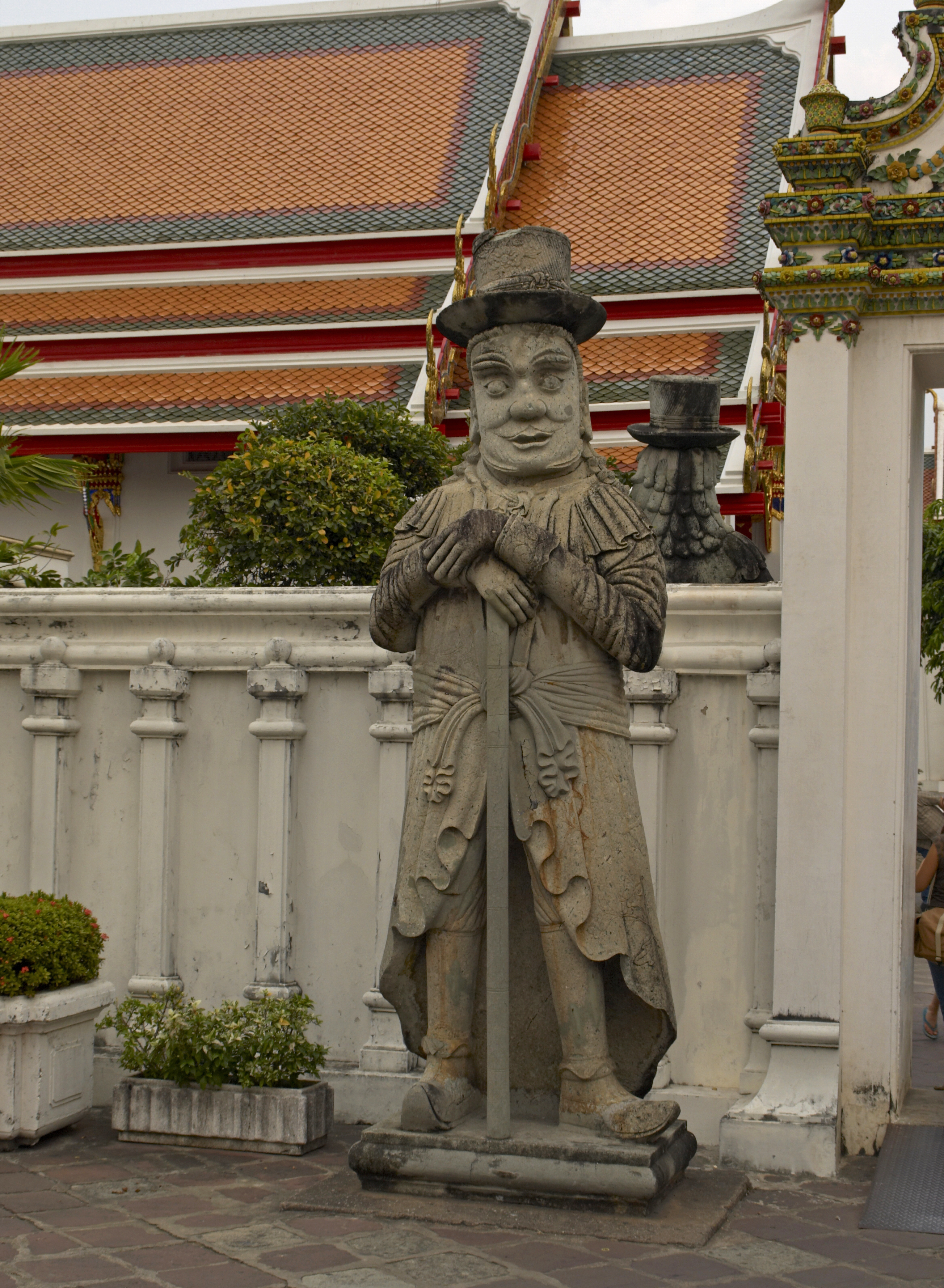
在卧佛寺（曼谷）的法朗人雕像

Farang一詞可能源自印地語的firangi（फिरंगी，意指「外国」），是一个在英屬印度期間为欧洲人创造且含贬义的詞语；或者波斯語的farang（‎）或farangī（‎），意指「弗兰克、欧洲人」。該詞源自古法语的franc，意思是「法蘭克人」，一个位於今德國境內西部的部落，其於中世紀初期的西部和中部欧洲成為一个主要政治力量，今法国國名即由此而來。 因为法兰克帝国统治很大部分的欧洲（今法国、德国、瑞士、意大利和低地国家）達數个世纪，所有欧洲人甚至中东人的相关联单词「弗兰克」都意指宣稱自己信奉罗马天主教信仰的拉丁民族。 Frangistan（波斯語：‎）是一個穆斯林和波斯人在中世纪及其后時期使用的詞語，意指西欧或拉丁歐洲。
據Rashid al-din Fazl Allâh稱，法朗人一詞來自阿拉伯語的afranj。 在伊索比亞faranj意指白種或歐裔人。 在以上兩例中，其原詞發音是馬拉亞拉姆語的paranki (പറങ്കി)，或者泰米爾語的parangiar，並在進入高棉語後成爲barang，還有馬來語中的ferenggi。 該詞由此傳入中國成為佛郞機，並在葡萄牙人最初抵達時用於指稱其人與其攜帶之後裝式滑膛加農炮 。《元史．郭侃傳》稱「富浪」，是法蘭克的譯音。也譯作「佛郞」。

## 其他用途
Farang 在泰語中亦指番石榴，一種葡萄牙商人在400多年前引入的水果。 Farang khi nok（泰語：ฝรั่งขี้นก）是指一種特定的番石榴品種，即斐濟果。

邋遢的西方人，特别是背包客，也被称为farang khi nok。此指「鸟屎法朗人」，因khi意指屎或大便且nok意指（野生的）鳥類，鳥屎雖然是白色，但是是壞東西，khi nok 亦可是指鳥糞石，或者一種屬於石鱸科的魚Diagramma pictum 。
Farangset（來自法語）指法國人，set泰語意思為剩菜，因此 Set Farang（意思：廢物白人）在泰語為侮辱法國人的稱法。
多種由歐洲人引進的商品或食物經常稱為 farang 雜貨，類似中文「番」字的用法。 因此，馬鈴薯稱作man farang ， man 一詞指的任何的塊莖植物 ；刺芹稱作 phak chi farang （字面意思是外來的芫荽）；還有口香糖為mak farang 。 Mak  是泰語中的檳榔果；將蔞葉 （baiphlu）與mak 一起嚼食是泰國過去的傳統。
在伊森老挝语，番石榴称为 mak sida ，mak 是水果名稱的前綴。 因此 bak sida （bak是男性稱謂的前綴），是受泰語影響，意指西方人與番石榴的farang，以用於戲稱西方人。

在马尔代夫 Faranji 是用来指欧洲裔外国人，特别是法國人。 馬累北岸Bastion旁的小路直到最近仍称為Faranji Kalō Gōlhi。

## 参看
- 紅毛（马来西亚和新加坡）
- Barang（高棉語詞彙）（英语：Barang (Khmer word)） （柬埔寨）
- 佛瑞吉人
- Firangi （印度和巴基斯坦）
- 番仔
- 佛朗機
- Luk khrueng（英语：Luk khrueng）
- 法蘭克人，马可波罗時代穆斯林對西方基督徒的稱呼。

## 引用
1. ↑  พจนานุกรม ฉบับราชบัณฑิตยสถาน พ.ศ. 2542 [Royal Institute Dictionary 1999] 的存檔，存档日期2009-03-03. （泰語）.
2. ↑  Roberts, Edmund.
3. ↑  Eromosele, Diana Ozemebhoya.
4. ↑  Karl Jahn (ed.
5. ↑  ThaiSoftware Dictionary Version 5.5 by ThaiSoftware Enterprise Co., Lrd. www.thaisoftware.co.th www.thaisoft.com
6. ↑  "Isaan Dialect" （页面存档备份，存于）.
7. ↑  .   [2016-11-05]. （原始内容存档于2021-02-11）.

## 連結
- Farang （页面存档备份，存于）在《簡明牛津字典》中的辭條
- Der Farang （页面存档备份，存于），一個發行於芭達雅的德語雙月刊
- Farang一辭的變化與源流 （页面存档备份，存于）

## 延伸阅读
[在维基数据编辑]
 《欽定古今圖書集成·方輿彙編·邊裔典·佛郎機部》，出自陈梦雷《古今圖書集成》
- Corness, Dr Iain. . Dunboyne: Maverick House Publishers. 2009. ISBN 978-1-905379-42-2.
- Marcinkowski, Dr Christoph. . Singapore: Pustaka Nasional. 2005. ISBN 9971-77-491-7.
- Farang: A Nature Mockumentary (ใจดีทีวี ตอนฝรั่ง) （页面存档备份，存于） ，一部諧仿泰國電視教育節目กระจกหกด้าน Krajok Hok Dan (Crackers)的仿纪录片作品